# 膝上舞

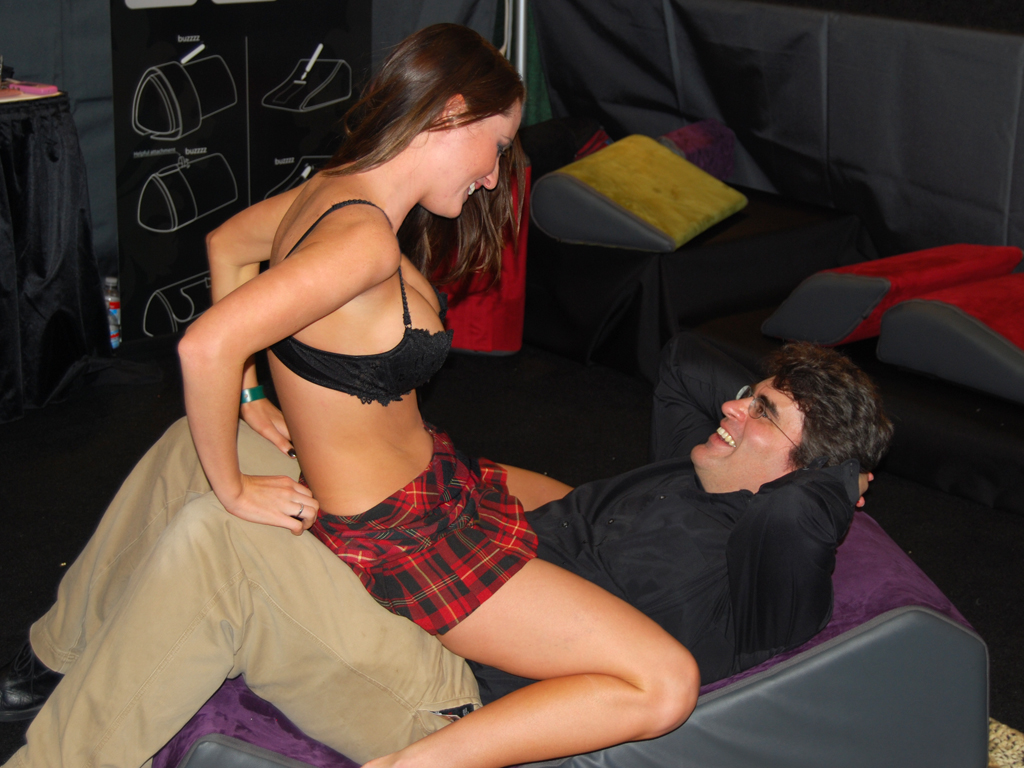
膝上舞表演者的示範（床上）

膝上舞是一種在椅子或者床上上進行的情色舞蹈。在一些脫衣舞俱樂部中有提供此種表演。於進行時，顧客會坐下來，舞娘會騎坐在顧客的腿上表演。膝上舞在亞洲比較少見，主要在歐美地區盛行。